# واقعه مسجد گوهرشاد
واقعهٔ مسجد گوهرشاد یا قیام گوهرشاد یکی از وقایع دوران حکومت رضاشاه و نخست‌وزیری محمدعلی فروغی در دوران پهلوی است که در ۲۱ تیر ۱۳۱۴ رخ داد. خیزش مردم در جریان این واقعه، در اعتراض به اجباری شدن بر سرنهادن کلاه شاپو توسط حکومت مرکزی رخ داد و به کشته شدن بیش از صد نفر انجامید. این حادثه به‌عنوان یک «رخداد خونین» توصیف شده‌است.این واقعه دستمایه سوءاستفاده تبلیغاتی انبوهی از رسانه‌ها و مقام‌های حکومتی در ایران شده است که این واقعه را در اعتراض به کشف حجاب معرفی می‌کنند درحالی‌که رخداد کشف حجاب حدود شش ماه بعد از این واقعه در ۱۷ دی ۱۳۱۴ به وقوع پیوست.

## پیش‌درآمد واقعه

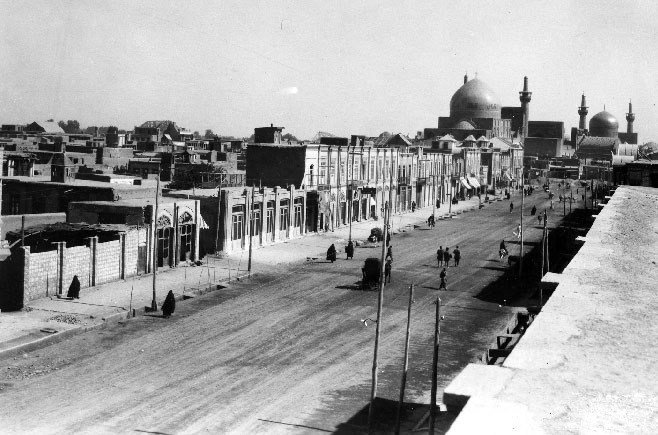
نمایی از مسجد گوهرشاد در جوار مرقد علی بن موسی الرضا (عکس مربوط به سال ۱۳۱۴ ه‍.ش)

هنگامی که در سال ۱۳۱۴، جایگزینی کلاه‌هایی که مردم ایران تا آن لحظه بر سر می‌نهادند (که کلاه پهلوی را نیز در برمی گرفت) با کلاه شاپو، به فرمان حکومت، در ایران اجباری شد، در شهر مذهبی مشهد، اجرای آن به آسانی انجام نگرفت و پیرامون اجرای آن بین دو قدرت در خراسان اختلاف نظر ایجاد شد: فتح‌الله پاکروان استاندار خراسان که تازه به این مقام گماشته شده بود، بر این باور بود که حکومت بایستی در برابر مقاومت مردم در پذیرش کلاه شاپو که کلاهی فرنگی و بیگانه به‌شمار می‌رفت، با به‌کارگیری زور، آن‌ها را به این جایگزینی و دگرگونی وادارد. اما از سوی دیگر، قدرت دیگر خراسان، یعنی محمدولی اسدی، نایب التولیه آستان قدس رضوی که تا حدی جنبه مردمی داشت و با روحانیان نشست و برخاست داشت، معتقد بود از آن‌جا که مشهد شهری مذهبی است و بسیاری از اهالیش پیرو روحانیت هستند، برای پرهیز از هرگونه رویداد شومی (به ویژه خیزش مردم بر ضد حکومت که به احتمال زیاد به خونریزی می‌انجامید) بایستی کاربرد کلاه شاپو در خراسان، به‌طور استثنا دل‌بخواهی باشد.

## روز واقعه
رضاشاه هر دو دیدگاه را مورد توجه قرار داد و سرانجام پس از مدتی، عقیدهٔ آن دو قدرت را جویا شد. پاکروان صریحاً به شاه نوشت: «... چاکر قادر به انجام نظر خود هستم در صورتی که از طرف نایب التولیه تحریک نشود…»؛ نایب التولیه هم نوشت: «... هنوز به اظهارنظر خود معتقد بوده و اجرای آن را خطرناک می‌دانم…». به دستور پاکروان، شهربانی برای به‌کارگیری کلاه فرنگی در مقام اعمال قدرت برآمد و به دریدن کلاه سابق و بازداشت کسان بی‌کلاه ورزید.
در تیرماه ۱۳۱۴ روحانیونِ مشهد با تجمع در منزل یونس اردبیلی، از روحانیون شیعه، تصمیم به فرستادن نمایندگانی برای مذاکره با رضاشاه گرفتند و روحانی شیعه سید حسین طباطبایی قمی به این منظور انتخاب شد. قمی پس از ورود به تهران، به ری رفت و در باغ سراج‌الملک ساکن شد. حکومت محل اقامت او را تحت محاصره قرار داد و سپس بازداشت و ممنوع‌الملاقات شد.
به دنبال انتشار خبر بازداشت قمی در مشهد و همچنین در اعتراض به اقدام‌های شهربانی، شب نوزدهم تیرماه مردم در مسجد گوهرشاد گرد آمدند و محمدتقی بهلول معروف به شیخ بهلول واعظ که در آن جلسه بر منبر سخن می‌راند، مردم را به ایستادگی در برابر حکومت فراخواند. موعظه شیخ بهلول دو سه روزی ادامه یافت؛ او در منبر سخنان تندی ایراد کرد که شنوندگان را کاملاً تحت تأثیر قرار داد.
به محض آنکه گزارش بست‌نشینی مردم در حرم علی بن موسی الرضا به رضا شاه رسید، به مأموران نظامی مشهد دستور صریح داد که اگر تا فردا صبح، مردم بست‌نشسته را نپراکنند، به بالاترین مجازات نظامی گرفتار خواهند شد. پلیس مشهد حکم به پراکنده شدن جمعیت حاضر (که در این مدت در آنجا تحصن کرده بودند) داد ولی مردم فرمان نبردند؛ از این‌رو پلیس به قوه مجریه (استانداری) متوسل شد. پاکروان هم از ایرج مطبوعی فرمانده لشکر خواست که مردم گردآمده را بپراکند. سرتیپ مطبوعی نیز هنگ پیاده لشکر را به سرکوبی مردم گماشت؛ این هنگ به فرماندهی سرهنگ قادری اطراف صحن و حرم علی بن موسی الرضا و مسجد گوهرشاد را محاصره کرد و به تیراندازی به تحصن‌کنندگان پرداخت که در نتیجه‌اش، عده زیادی از زائران و تحصن‌کنندگان کشته شدند. شمار کشته‌شدگان این اتفاق چند ده نفر برآورد شده‌است. حسینعلی ذوالفقاری گلمکانی، پاسبان بازنشسته و حاضر در واقعه، مدعی است «آن شب حدود ۱۶۰۰ نفر را کشتند البته از پاسبان‌ها و نظامی‌ها هم کشته شده بود که بروز داده نمی‌شد!»
پس از واقعه مسجد گوهرشاد، محمدتقی بهلول به علت تحت تعقیب بودن به افغانستان گریخت. همچنین حکومت در همان سال سید حسین طباطبایی قمی را از ایران به عراق تبعید کرد.

## پیگیری واقعه و پی‌آمدهای آن
رضا شاه که از به وقوع پیوستن این واقعه بسیار خشمگین شده بود، دستور رسیدگی بدان را صادر کرد؛ به ویژه آنکه پاکروان معتقد بود که اسدی در انگیزش و شوراندن مردم برای ایستادگی در برابر دستور دولت و به وجود آمدن این خیزش، مؤثر و مشوق بوده‌است. سرهنگ بیات رئیس شهربانی مشهد برکنار شد و سرهنگ رفیع نوایی رئیس شهربانی آذربایجان که پیشتر نزدیک به ده سال رئیس شهربانی خراسان بود، به جای او گمارده شد و برای رسیدگی به این قضیه مأموریت یافت. اما نوایی با اسدی از گذشته خرده حساب داشت و آن این بود که اسدی به علت نزدیکی به شاه، به مأموران دولتی _ شامل نوایی _ در مشهد چندان اعتنا نمی‌کرد. نوایی پس از یکی دو ماه گزارش رسیدگی خود را برای دولت فرستاد؛ وی در آن آشکارا فاجعه گوهرشاد را پی‌آمد انگیزش‌ها و اقدام‌های اسدی اعلام کرد. ازآن‌رو هیئتی از تهران به سرپرستی سرهنگ آقاخان خلعتبری و عضویت سرهنگ عبدالجواد قریب و چند افسر دیگر به مشهد رفت و براساس پرونده تشکیل‌شده دستور دستگیری اسدی را صادر کرد. این هیئت به زور و با آزار از اسدی اقرار گرفت؛ دادگاه صحرایی به ریاست خلعتبری و دادستانی سرهنگ قریب تشکیل یافت؛ دادگاه اسدی را محاکمه و به اعدام محکوم کرد.

فروغی رئیس دولت و نخست‌وزیر رضاشاه با اسدی نسبت دوستی و خویشاوندی داشت؛ دو تن از دختران فروغی عروس اسدی بودند. از این‌رو در مقام شفاعت برآمد ولی شاه به حدی عصبانی و برآشفته بود که نه تنها شفاعت او را نپذیرفت بلکه به وضع توهین‌آمیز و زننده‌ای او را از تمام مشاغل مهم برکنار و تحت نظر شهربانی در خانه‌اش زندانی ساخت و اسدی را هم اعدام کرد. یکی از دلایل مهم عصبانی بودن و ناخرسندی شاه از فروغی، کاغذی دانسته شده‌است که هنگام بازرسی از خانه محمدولی اسدی پس از بازداشتش، یافته شد؛ در این کاغذ که در میان نامه‌های اسدی به دست آمده بود، فروغی به‌طور دوستانه و خصوصی، در پاسخ نامهٔ اسدی، ضمن شرح مطالبی دربارهٔ رضا شاه، این بیت را نیز از مولوی نقل کرده بود:
| در کف شیر نر خونخواره‌ای |  | غیر تسلیم و رضا کو چاره‌ای؟ |

این نامه را آیرم برای شاه تلگراف کرد؛ رضا شاه آن‌چنان از دست فروغی خشمگین شده بود، که با فریاد از وی با عنوان «زن ریش‌دار» یاد کرد. پس از اعدام محمدولی اسدی از پسر او، علی اکبر اسدی نماینده مجلس سلب مصونیت قضایی شد؛ او را هم به زندان انداختند؛ دیگر فرزندان اسدی هم پس از چندی، گرفتار شدند. بدین سان دوره دوم نخست‌وزیری محمدعلی فروغی در دوران پهلوی هم پایان گرفت. فروغی که دیگر مورد خشم شاه قرار گرفته بود، تا شش سال دیگر که با پیش آمدن جنگ جهانی دوم باز مقام نخست‌وزیری را پذیرفت، خانه‌نشین بود اما وی بیشتر آثار علمی و ادبی و فلسفی خود را در هنگام این خانه‌نشینی نوشت. البته این خانه‌نشینی به معنای عدم حضور اجتماعی نبود، چه اینکه او در این مدت، همچنان عضو فرهنگستان ایران و شیر و خورشید سرخ بود و ریاست شورای عالی انتشارات و تبلیغات را نیز بر عهده داشت و هرازچندگاهی هم در دانشکده‌ها و مجامع فرهنگی سخنرانی می‌کرد.